# Jan Lindström (jurist)
Jan Fredrik Lindström, född 1 juni 1928 i Skara, död 13 februari 2022 i Falköping, var en svensk jurist som var lagman i Luleå tingsrätt från 1975 till 1980 och i Falköpings tingsrätt 1980 till 1995.
Lindström blev juris kandidat vid Uppsala universitet 1955. Han genomförde tingstjänstgöring 1956–1958 och blev fiskal vid hovrätten för Övre Norrland 1959. Lindström blev biträdande häradshövding vid Torneå domsaga 1964 och rådman i Luleå rådhusrätt 1967. Han var lagman vid Luleå tingsrätt 1975-1980 och vid Falköpings tingsrätt 1980-1995.
Lindström var son till länsassessor John Lindström och hans maka Stina, född Billing. Han var sedan 1953 gift med Lena, född Petterson 1932.